# Шосси (Валь-д’Уаз)
Шосси (фр. Chaussy) — муниципалитет во Франции, в регионе Иль-де-Франс, департамент Валь-д'Уаз. Население — 602 человека (1999). Муниципалитет расположен на расстоянии около 60 км северо-западнее Парижа, 30 км западнее Сержи.

## Демография
Динамика населения (Cassini и INSEE):